# Harold Clarke
Harold Clarke (n. 1888 – d. 11 martie 1969, Christchurch, Noua Zeelandă) a fost un săritor în apă ce a reprezentat Regatul Unit al Marii Britanii și al Irlandei de Nord, medaliat olimpic. A participat la 2 ediții ale Jocurilor Olimpice (1908, 1924) în care a câștigat o medalie de bronz.